# Sottilette
Sottilette è un marchio registrato di formaggio fuso a fette prodotto dal Gruppo Mondelez International.

## Storia
Le "Sottilette" arrivano in Italia nel 1961. Si tratta delle prime fette di formaggio fuso incartate singolarmente. Vengono prodotte nello stabilimento di Namur, in Belgio.
Il 1º ottobre 2012, Kraft Foods Inc. ha separato le sue attività di alimentari in Nord America da quelle di snack a livello globale, creando due entità indipendenti l'una dall'altra e quotate separatamente alla borsa valori NASDAQ. Mentre l'attività grocery nordamericana separata ha mantenuto il nome "Kraft Foods", la restante attività ha cambiato nome in Mondelez International, gruppo con circa 100.000 dipendenti nel mondo e marchi globali, il nome “Mondelēz” è stato creato ad hoc per evocare l’idea di un “mondo di delizie”.
Anche in Italia le società adottano il nuovo nome e, in particolare, la società che distribuisce cioccolato, biscotti e formaggi, adotta la denominazione di Mondelez Italia.
A partire dagli anni ’70, il marchio Sottilette si arricchisce con nuove referenze: 
- Nel 1978 nasce la variante Fila e Fondi, con l’aggiunta di mozzarella[1].
- 1992: Vengono lanciate le Sottilette Light, con il 50% di grassi in meno rispetto alle Sottilette Classiche[1].
- 2009: Arrivano sul mercato le Cremose, le fette con ripieno di Philadelphia[1].
- 2013: Vengono lanciate le Sottilette Senza Lattosio[1].
- 2015: Nasce Sottilette Burger con Cheddar[1].
- 2020: Arrivano le Sottilette Fumè con Scamorza 100% italiana. Eletto Prodotto dell’Anno nel 2021, vincendo nella categoria dei formaggi per cucinare[1].

## Nome
Con gli anni il nome Sottilette, pur rimanendo un marchio registrato, è stato utilizzato per indicare genericamente tutti i prodotti della categoria, entrando a far parte del vocabolario della lingua italiana.  
Tuttavia le Sottilette Le Originali, forma originale del prodotto, sono quelle vendute da Mondelez Italia S.r.l., dal pack rosso, dalla forma quadrata e dal blu del logo, anche se nel 2023 sono tornate sul mercato italiano le Sottilette marchiate Kraft (nome commerciale "Fettine"), che ormai è una società diversa da Mondelez.

## Promozione
Negli anni, Sottilette si è distinta per campagne di comunicazione: dagli spot degli anni ’60 e ’70 mandati in onda durante il Carosello, a “Facciamolo più spesso”, la campagna che ha reso il toast protagonista, mostrando un nuovo modo di prepararlo con Sottilette. Tre fette di pane, farcitura a piacere e le fette di formaggio fuso. Lo slogan “Facciamolo più spesso” fa’ riferimento anche allo spessore della fetta, tra le più spesse del mercato. 
La recente campagna “Ristorante”, mette al centro della comunicazione casa propria.

## Varianti
- Sottilette Classiche
- Sottilette Fila e Fondi
- Sottilette Light
- Sottilette Cremose
- Sottilette Senza Lattosio
- Sottilette Burger con Cheddar
- Sottilette Fumè